# Pimelea orthia
Pimelea orthia är en tibastväxtart. Pimelea orthia ingår i släktet Pimelea och familjen tibastväxter.

## Underarter
Arten delas in i följande underarter:
- P. o. orthia
- P. o. protea